# Windstar Records
La Windstar Records è un'etichetta discografica con sede centrale a Snowmass, Colorado fondata nel 1976 da John Denver. L'etichetta tratta principalmente artisti e band di musica folk e i suoi rappresentanti più noti sono stati John Denver stesso, i Fat City, The Starland Vocal Band e Tom Crum. Originariamente fondata come sussidiaria della RCA, divenne indipendente nel 1986 quando, inaspettatamente, Denver ruppe proprio con la RCA, sua storica etichetta.